# Етіггайм
Етіггайм (нім. Ötigheim) — громада в Німеччині, знаходиться в землі Баден-Вюртемберг. Підпорядковується адміністративному округу Карлсруе. Входить до складу району Раштат.
Площа — 10,97 км2. Населення становить 4971 ос. (станом на 31 грудня 2020).